# 4" морско оръдие Mk V
4" морско оръдие Mk V (от на английски: QF 4 inch Mk V, скорострелно 4-дюймово оръдие модел пет) е 102 mm британско корабно оръдие от времето на Първата и Втората световна война, поставяно на корабите в артилерийски установки като зенитно оръдие (големият ъгъл на вертикално насочване дава възможност за ефективна борба със самолети) и също използвано и като оръдие на бреговата отбрана.

## Конструкция
Стволът на оръдието е с „обмотана“ конструкция, по цялата си дължина е заключен в кожух и има вътрешна вкладна цев. В по-късните версии на оръдието замяната на вкладната цев може да се направи и на борд на кораба. Затворът е клинов хоризонтално-плъзгащ се. Балансирането на ствола е естествено.

## Употреба
Според оценките на Тони Диджулиан, 107 оръдия от ранните варианти са използвани в сухопътните войски през Първата световна война. За флота са построени 554 оръдия от ранния вариант Mk V и 283 оръдия от варианта Mk VC, използвани през Втората световна война.

### Корабна артилерия
4-дюймовото оръдие Mk V тип QF (на английски: quick-fire – скорострелно) се отличава с по-голяма скорострелност, отколкото 4-дюймовото оръдие Mk VII тип BL (на английски: breech-loading – със задно зареждане). За първи път то се появява през 1914 г. като спомагателно въоръжение на леките крайцери тип „Аретуза“ и е специално пригодено за борба с авиация (при оръдието се появява висок ъгъл на подем). Основно то се използва именно на крайцерите и по-тежките кораби (например, крайцера на КВМС на Австралия „Сидни“, крайцера на КВМС на Нова Зеландия „Лох Морлих“). От 1917 г. също се поставя и на разрушителите от типове „V“ и „W“, по-късно от по-малките съдове такива оръдия получават и минните заградители от типа „Ебдиел“, разрушителите тип „J“, „K“ и „N“, шлюпове тип „Кингфишер“ и други.
През 1930-те години на смяна на 4-дюймовото оръдие Mk V идва аналогичното 4" морско оръдие Mk XVI, което започва да се поставя на новите кораби. На старите кораби оръдието Mk V продължава да служи и по време на Втората световна война. До днес са съхранени оръдията на новозеландския крайцер „Лох Морлих“, намиращи се в главната военноморска база на новозеландските ВМС Девънпорт в Окланд (Нова Зеландия).

### Зенитна артилерия на сухопътните войски
Някои зенитни оръдия се използват и за защита на британски градове от вражеските авионападения през Първата световна война. Те се поставят на статични платформи и използват унитарно, а не разделно зареждане. Ъгълът на подем на оръдията достига 80°, но зареждането е осъществимо само при ъгъл не по-голям от 62° (това намалява общата скорострелност на оръдието). Към края на войната във Великобритания има 24 такива оръдия, а във Франция – 2, след войната всички оръдия се връщат във флота.

### Оръдия за бреговата отбрана
От 1915 до 1928 г. няколко оръдия са поставени във фортовете защитаващи устието на река Хъмбър.

## Използвани снаряди
Снарядите за оригиналните оръдия (от времето на Първата световна) с нисък ъгъл на подем са разделни (тип Separate QF): прожектилът и метателният заряд в гилза са отделни. По време на Втората световна война вече се използват унитарни снаряди (тип Fixed QF)

## Eфективност против авиация
В таблицата са представени характеристиките на корабни оръдия, използвани за борба с вражеската авиация:
| Оръдие                       | Начална скорост, m/s | Маса на снаряда, kg  | Време за преодоляване на 1500 m под ъгъл 25°, s | Време за преодоляване на 3000 m под ъгъл 40°, s | Време за преодоляване на 4600 m под ъгъл 55°, s | Максимална височина, m |
| QF 13 pdr 9 cwt ((en))       | 607                  | 5,67                 | 10,1                                            | 15,5                                            | 22,1                                            | 5790                   |
| QF 12 pdr 12 cwt ((en))      | 671                  | 5,67                 | 9,1                                             | 14,1                                            | 19,1                                            | 6100                   |
| QF 3 inch 20 cwt 1914 ((en)) | 762                  | 5,67                 | 8,3                                             | 12,6                                            | 16,3                                            | 7160                   |
| QF 3 inch 20 cwt 1916 ((en)) | 610                  | 7,26                 | 9,2                                             | 13,7                                            | 18,8                                            | 6710                   |
| QF 4 inch Mk V (ПСВ)         | 716                  | 14,1 (3 c.r.h.)      | 4,4??                                           | 9,6                                             | 12,3                                            | 8760                   |
| QF 4& inch Mk V (ВСВ)        | 716                  | 14,1 (4,38/6 c.r.h.) | ?                                               | ?                                               | ?                                               | 9450                   |